# Scythris saarelai
Scythris saarelai is een vlinder uit de familie dikkopmotten (Scythrididae). De wetenschappelijke naam is voor het eerst geldig gepubliceerd in 1999 door K. & T. Nupponen.
De soort komt voor in Europa.